# Dragoljub Ojdanić
Dragoljub Ojdanić (srbsko Драгољуб Ојданић), srbski general in politik, * 1. junij 1941, Ravni, Užice, Kraljevina Jugoslavija, † 6. september 2020, Beograd, Srbija.
Ob pričetku jugoslovanskih vojn je bil namestnik poveljnika 37. korpusa. 20. aprila 1992 je bil povišan v generalmajorja in postavljen za poveljnika korpusa.
Med letoma 1993 in 1994 je bil načelnik štaba 1. armade, med 1994 in 1996 poveljnik 1. armade in med letoma 1996 in 1998 pa namestnik načelnika Generalštaba Vojske Jugoslavije. Slobodan Milošević ga je leta 1998 postavil na položaj načelnika generalštaba Vojske Jugoslavije.
Februarja 2000 je postal minister za obrambo Zvezne republike Jugoslavije.
26. februarja 2009 ga je Mednarodno sodišče za vojne zločine na območju nekdanje Jugoslavije spoznalo za krivega vojnih zločinov, deportacije in prislinih preselitev, umora in preganjanj ter ga obsodilo na 15 let zapora.